# Codex Palatinus germanicus 9

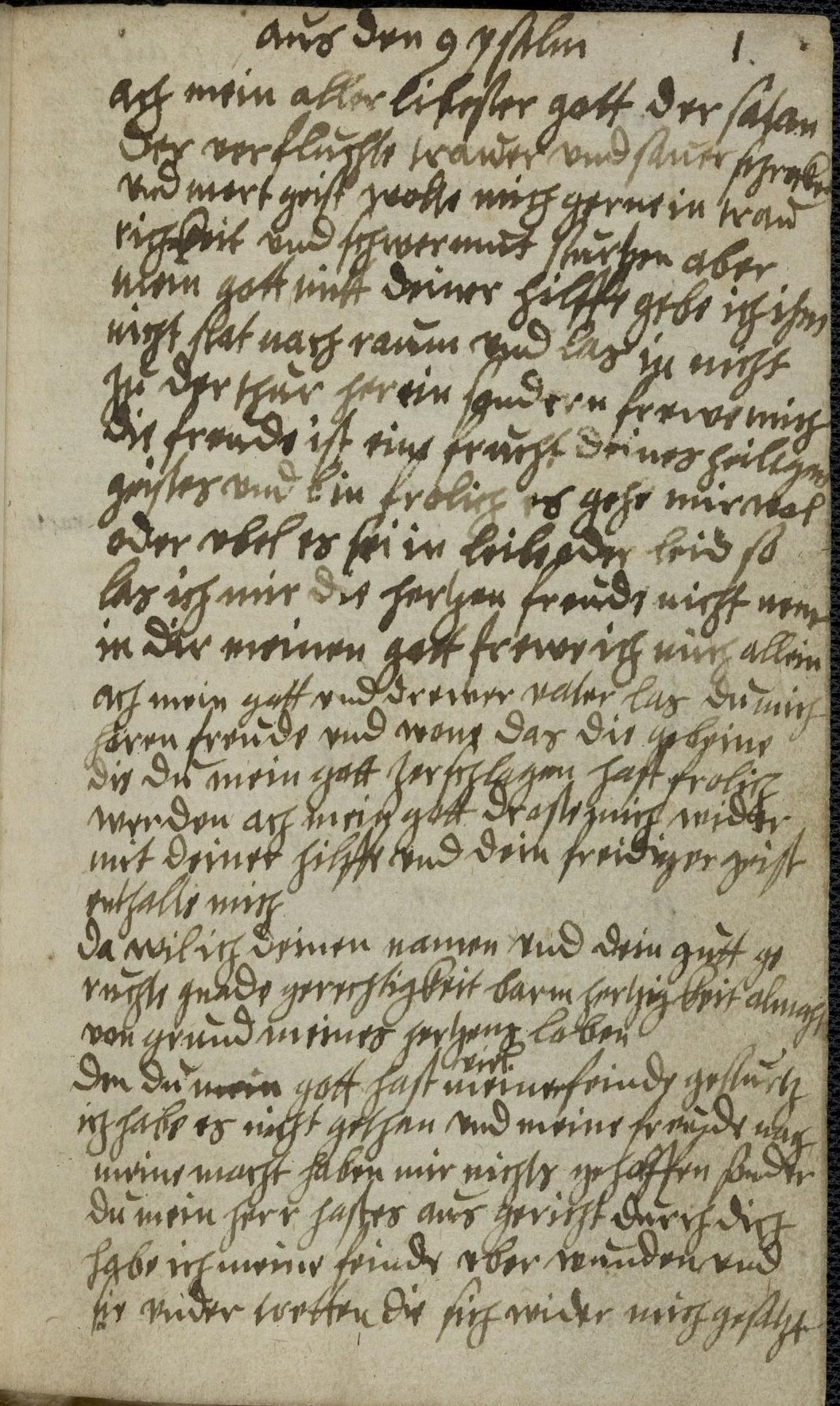
Cod. Pal. germ. 9, Blatt 1r: Andachtsbuch der Pfalzgräfin Elisabeth von Pfalz-Lautern (1552–1590), erste Textseite (Autograph): aus den 9 psalm

Der Codex Palatinus germanicus 9 ist eine frühneuzeitliche Handschrift der ehemaligen Bibliotheca Palatina in Heidelberg. Der Codex gehört zu den Codices Palatini germanici, den deutschsprachigen Handschriften der Palatina, die seit 1816 in der Universitätsbibliothek Heidelberg aufbewahrt werden; Signatur der UB-Heidelberg und gängige fachwissenschaftliche Bezeichnung ist Cod. Pal. germ. 9 (Kurzform: Cpg 9).
Der Codex enthält Psalmenbetrachtungen der Pfalzgräfin Elisabeth von Pfalz-Lautern (1552–1590). Das Andachtsbuch entstand nach 1570 in Kaiserslautern oder Heidelberg und wurde in großen Teilen von Elisabeth selbst niedergeschrieben.

## Beschreibung

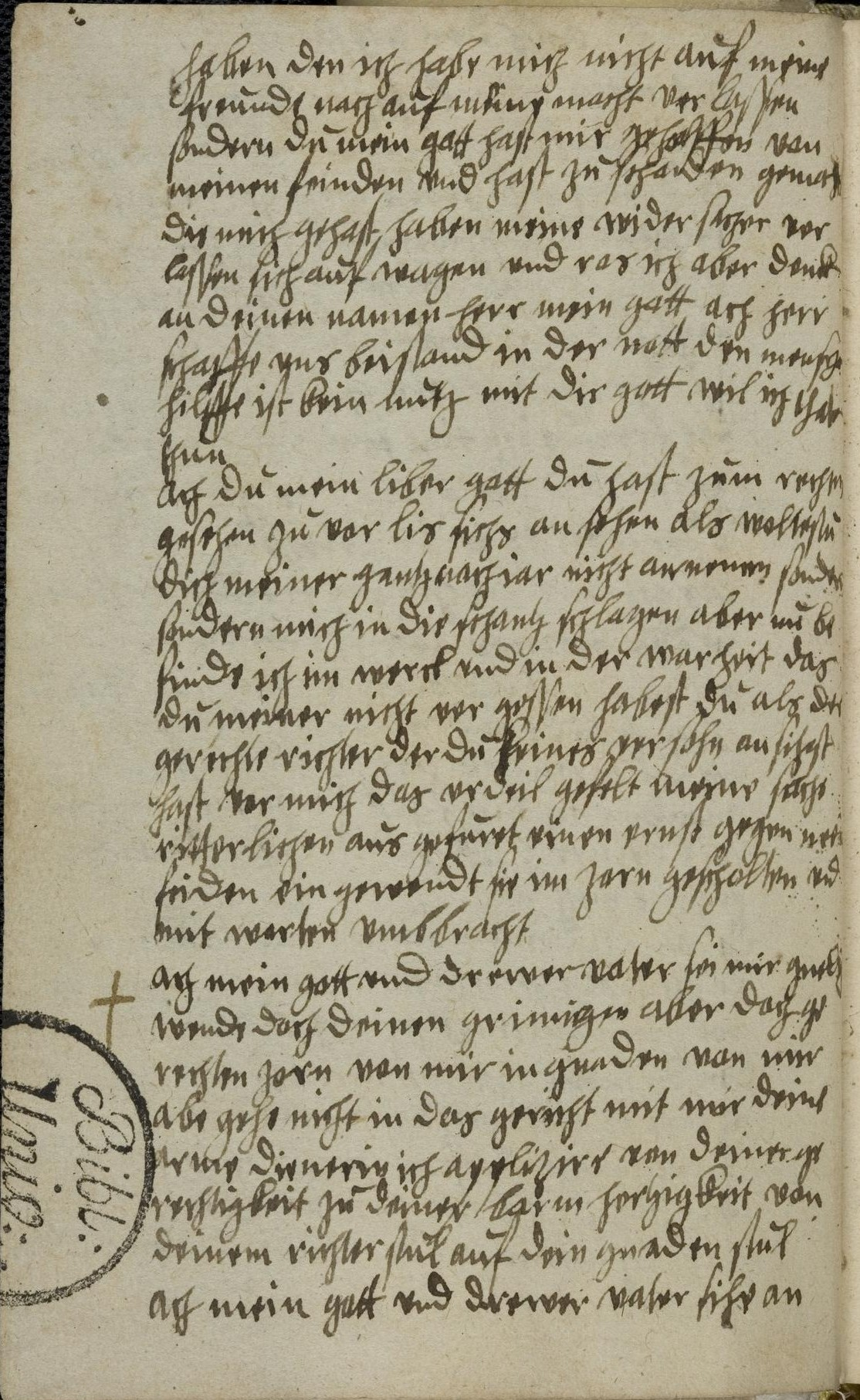
Cod. Pal. germ. 9, Blatt 1v

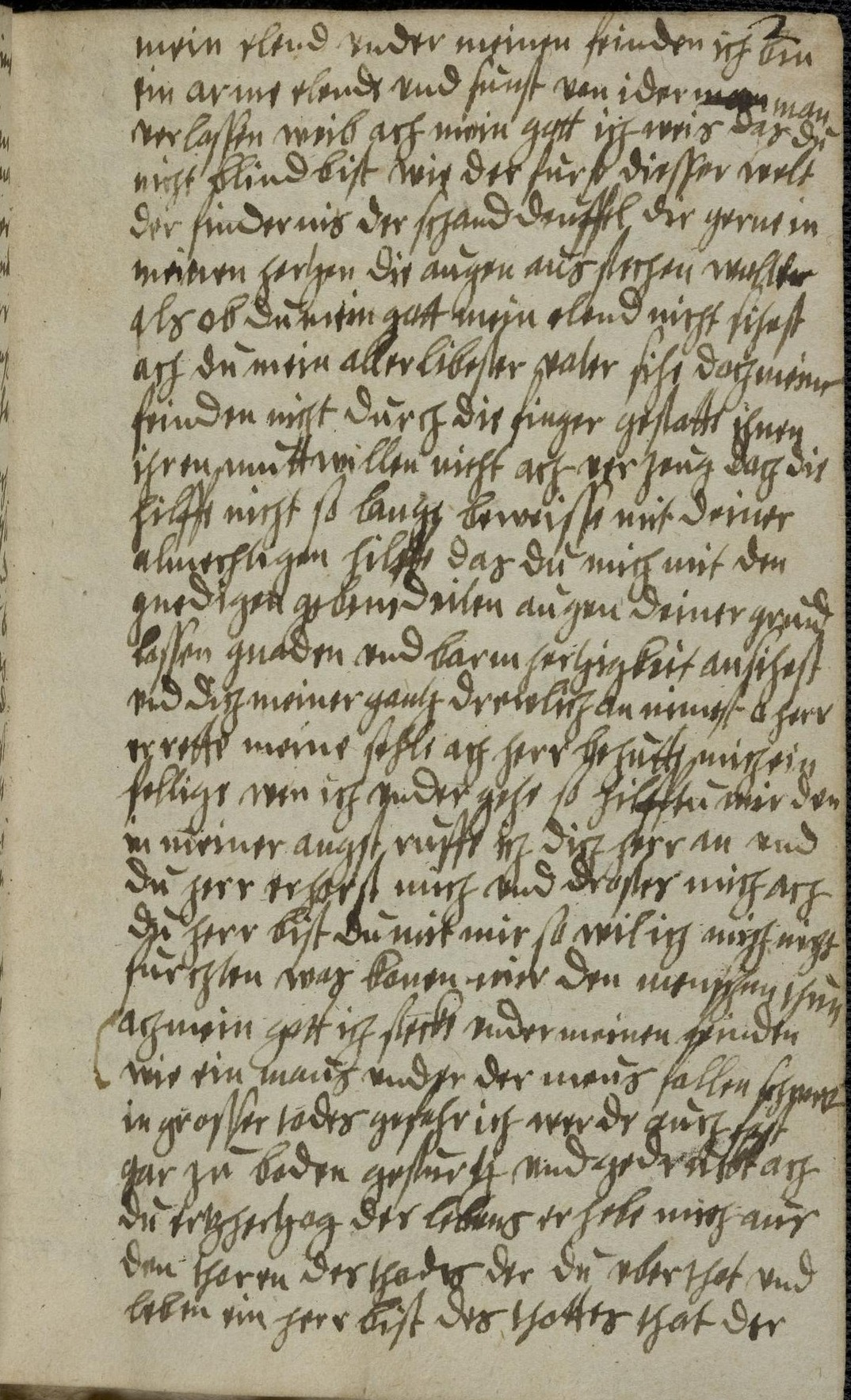
Cod. Pal. germ. 9, Blatt 2r

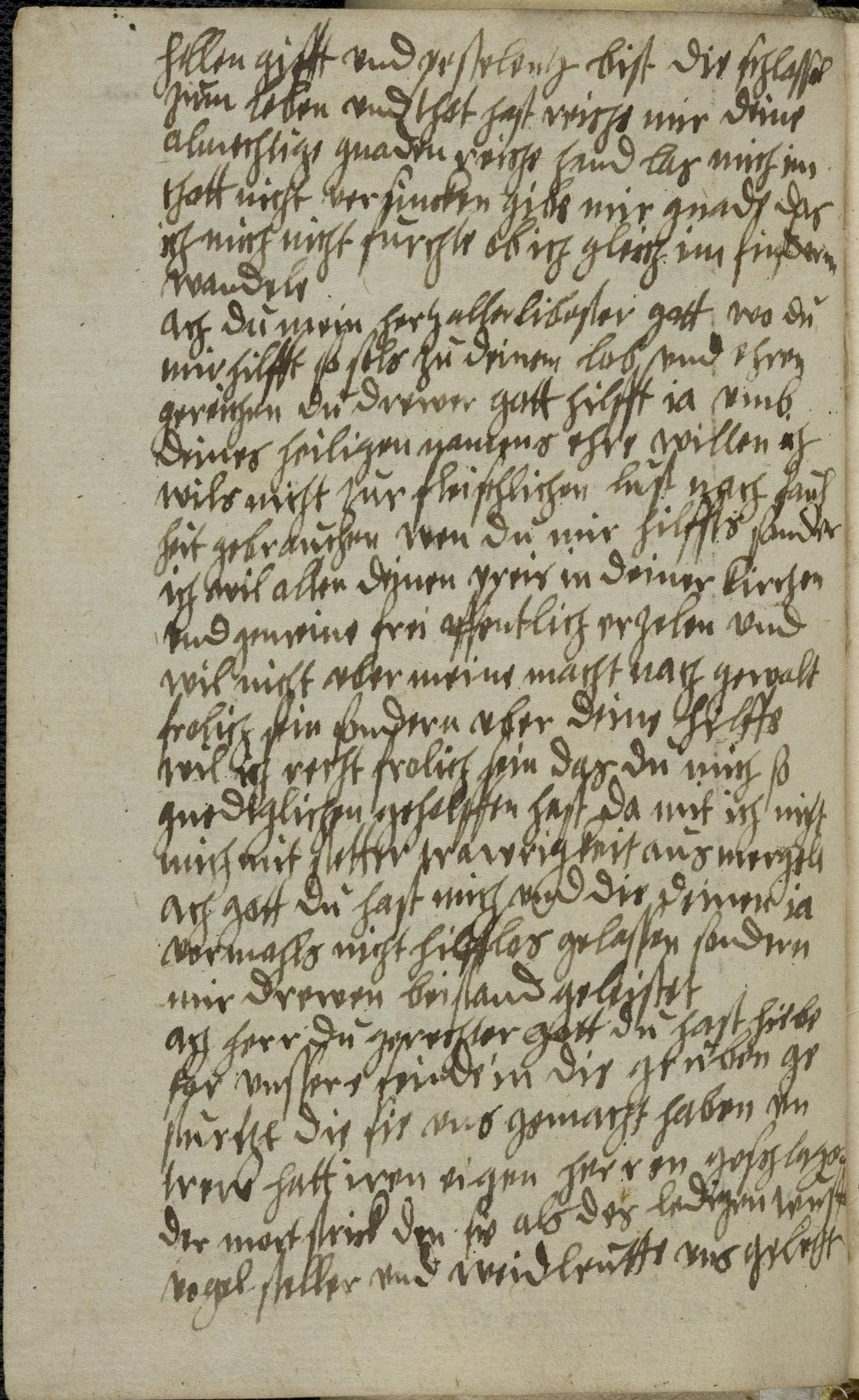
Cod. Pal. germ. 9, Blatt 2v

Der Codex ist eine Papierhandschrift mit 83 Blättern. Die Foliierung des 17. Jahrhunderts zählt die 69 Blätter mit Text durch. Die vier leeren Blätter zwischen den Blättern 34 und 35 wurden dabei nicht mitgezählt und tragen, wie die leeren Blätter vorn und hinten, moderne Zählung.
Die Blattgröße liegt zwischen 14,4 und 15 cm in der Höhe und zwischen 8,5 und 9 cm in der Breite. Dabei ist ein Schriftraum von 14 × 7–8 cm beschrieben mit 16–28 Zeilen je Seite. Schriftform ist eine Kurrentschrift von zwei Händen, die meisten Seiten sind dabei Autographe der Pfalzgräfin Elisabeth von Pfalz-Lautern; eine zweite Schreiberhand findet sich auf den Blättern 24r–27v und 60r/v.
Anders als viele andere private Gebet- und Andachtsbücher ist diese Handschrift ohne dekorative Elemente und völlig schmucklos gehalten.
Der Pergamenteinband ist im 17. Jahrhundert in Rom angefertigt worden.

## Herkunft
Im Inventar der Vatikanischen Bibliothek, dass Friedrich Wilken, dem für die Rückführung der Codices Palatini germanici zuständigen Bibliothekar, 1816 zur Verfügung stand, war Cod. Pal. germ. 9 als fehlend verzeichnet. Stattdessen wurde ihm das seither unter dieser Signatur gegebene Andachtsbuch Elisabeths ausgehändigt. Elisabeth war die Tochter des sächsischen Kurfürsten August (1526–1586) und seit 1570 Ehefrau des Pfalzgrafen Johann Kasimir (1543–1592), der als Vormund von Friedrich IV. von 1583 bis 1592 Administrator der Kurpfalz war.
Schreiberin der meisten Texte ist Elisabeth selbst; Schreibsprache der Handschrift ist Hochdeutsch mit ostmitteldeutschen und nordbairischen Formen.
Wie die anderen Handschriften der kurfürstlich-pfälzischen Bibliotheken kam der Codex nach der Eroberung der Kurpfalz im Dreißigjährigen Krieg 1622 nach Rom in den Besitz der Vatikanischen Bibliothek und wurde mit den anderen deutschsprachigen Beständen der Palatina im Rahmen der Regelungen während des Wiener Kongresses erst 1816 nach Heidelberg zurückgeführt.

## Inhalte
Das private Andachtsbuch der Fürstin enthält ausschließlich Psalmenbetrachtungen; im Einzelnen:
- aus den 9 psalm, Blätter 1r–4v (vgl. Psalm 9)
- aus den 18 psalm, Blätter 4v–6r (vgl. Psalm 18)
- aus den 25 psalm, Blätter 6v–12v (vgl. Psalm 25)
- aus den 34 psalm, Blätter 12v–16r (vgl. Psalm 34)
- aus den 42 psalm, Blätter 16v–18v (vgl. Psalm 42)
- aus den 56 psalm, Blätter 18v–20r (vgl. Psalm 56)
- aus den 65 psalm, Blätter 20r–20v (vgl. Psalm 65)
- aus den 73 psalm, Blätter 20v–23v (vgl. Psalm 73)
- aus den 85 psalm(?)[5], Blätter 23v–24r (vgl. Psalm 85)
- aus dem(!) 106 psalm, Blätter 24r–27v[6] (vgl. Psalm 106)
- aus den 120 psalm, Blätter 27v–28r (vgl. Psalm 120)
- der 130 psalm welches der 6 pus psalm ist, Blätter 28r–30v (vgl. Psalm 130)
- aus den 135 psalm, Blatt 30v (vgl. Psalm 135)
- aus den 138 psalm, Blätter 31r–34r[7] (vgl. Psalm 138)
- aus den 10 psalm, Blätter 35r–38r (vgl. Psalm 10)
- aus den 19 psalm, Blatt 38r/v (vgl. Psalm 19)
- aus den 26 psalm, Blätter 38v–41v (vgl. Psalm 26)
- aus den 35 psalm, Blätter 41v–46r (vgl. Psalm 35)
- aus den 43 psalm, Blatt 46r/v (vgl. Psalm 43)
- aus den 57 psalm, Blätter 46v–49v (vgl. Psalm 57)
- aus den 66 psalm, Blatt 49v (vgl. Psalm 66)
- aus den 74 psalm, Blätter 49v–55r (vgl. Psalm 74)
- aus den 86 psalm(?)[8], Blätter 55r–59v (vgl. Psalm 86)
- aus dem(!) 108 psalm, Blatt 60r/v[9] (vgl. Psalm 108)
- aus den 122 psalm, Blatt 61r (vgl. Psalm 122)
- aus den 139 psalm, Blätter 61r–63r (vgl. Psalm 139)
- aus den 143 psalm welches der 7 bus psalm ist, Blätter 63r–69r (vgl. Psalm 143)